# Вернигородоцька сільська рада
Вернигородоцька сільська рада — колишній орган місцевого самоврядування у Козятинському районі Вінницької області. Адміністративний центр — село Вернигородок.

## Загальні відомості
Вернигородоцька сільська рада утворена в 1921 році. Територією ради протікає річка Гуйва.

## Населені пункти
Сільській раді були підпорядковані населені пункти:
- с. Вернигородок
- с. Велике
- с. Верболози

## Склад ради
Рада складалася з 16 депутатів та голови.

### Керівний склад попередніх скликань
| ПІБ                       | Основні відомості                                                                                  | Дата обрання | Дата звільнення |
| ------------------------- | -------------------------------------------------------------------------------------------------- | ------------ | --------------- |
| Гуп'як Володимир Петрович | Сільський голова, 1959 року народження, освіта вища, член Всеукраїнського об'єднання «Батьківщина» | 26.03.2006   | 31.10.2010      |
| Гуп'як Володимир Петрович | Сільський голова, 1959 року народження, освіта вища, член Всеукраїнського об'єднання «Батьківщина» | 31.10.2010   |                 |

Примітка: таблиця складена за даними джерела